# 伊藤邦男
伊藤 邦男（いとう くにお、1930年（昭和5年）5月13日 - 2012年（平成24年）11月12日）は、日本の新聞記者、実業家。朝日新聞社常務を経て、全国朝日放送（テレビ朝日）社長を務めた。神奈川県横須賀市出身。

## 来歴・人物
1953年（昭和28年）東京大学文学部社会学科卒業後、朝日新聞社入社。1983年1月名古屋本社編集局長、1984年12月名古屋本社代表、1986年6月取締役・名古屋本社代表。
1987年（昭和62年）6月取締役・東京本社編集局長に就き、ロッキード事件や昭和天皇のがん闘病報道などを指揮するが、1989年5月朝日新聞珊瑚記事捏造事件で責任を問われ編集局長を更迭となる。
1990年5月常務（総務・労務担当）、1992年4月常務（総合企画室担当）。役員時代、新聞の生き残り策を検討するリーダーの一人だった。そのときの結論は、「新聞は成熟産業であるが、衰退しないし、なくなることはない。それは、一日の動きを整理し、ある程度加工し、奥行きと深みを持たせた一覧制のメディアであること、ニュースに対する価値判断にある種の信頼性と持ち味があること、低価格、持ち運び可能、保存性など、5つぐらいの有用性があるからだ」というものだった。

### 全国朝日放送社長に
1993年（平成5年）2月、全国朝日放送常勤顧問に転じ、6月社長に就任する。就任会見では「他局にあいさつに行ったら、『視聴率またまたトップ』とか、『三冠達成』の張り紙が出ていて、つらい思いだった。しかしウチの社員はあまり敏感ではなく、もっと臆面なく感じろと言いたい。組織のタテ割り体質も問題だ」とズバズバ直言し、意欲を見せ、朝日新聞との協力体制を強化していくことも強調した。
1993年（平成5年）10月、偏向報道を疑われた椿事件では、証人喚問を受けた椿貞良に続き、伊藤も国会に呼ばれ参考人として証言した。
買収騒動
1996年（平成8年）6月、ソフトバンク社長の孫正義が、ニューズ・コーポレーションのルパート・マードックと合弁会社を設立し、旺文社メディアを買収すると発表した。買収金額は417億5000万円。旺文社メディアは教育出版の老舗・旺文社の子会社で、テレビ朝日の発行済み株式の21.4%を持ち、この買収で、孫＝マードック連合の会社が、テレビ朝日の筆頭株主に躍り出ることになった。
旺文社は1931年（昭和6年）に赤尾好夫が創業した受験専門の出版社で、赤尾の豆単として知られるようになる英語単語集を1935年に創刊して大ヒットを飛ばし、出版社として基礎を築き、戦後は、大学受験ラジオ講座や『螢雪時代』で一世を風靡した。だが、受験参考書しか目玉がなかったため、赤尾はラジオを通じて受験指導をすることを思いつき、左翼に対抗するための放送局として設立された文化放送が、その目的を達成したことから、株を手放した財界関係者から赤尾が株を買い取った。この買収した文化放送で、有名大学教授を講師陣に集め、始めたのが大学受験ラジオ講座である（95年4月終了）。
受験ビジネスで大儲けした赤尾は、テレビ局への投資に力を入れ、1957年（昭和32年）に誕生した日本教育テレビ（NET→テレビ朝日）の開局にかかわり、初代社長となった。1977年に、テレビ局は新聞社中心に再編され、NETは朝日新聞系列のテレビ朝日となったが、旺文社は引き続き筆頭株主だった。NETだけではなく、文化放送がニッポン放送と共同で設立したのがフジテレビであることから、旺文社は文化放送を通じ、フジテレビにも影響力を持つようになった。だが、好夫が1985年に亡くなり、長男の一夫（06年死去）と二男の文夫の時代になると旺文社の凋落が始まった。経営の屋台骨であった受験ビジネスが不振に陥った旺文社の二代目である赤尾兄弟が、業績低迷の穴埋めのために計画したのがドル箱のテレビ朝日株の売却だった。
テレビ朝日の親会社である朝日新聞社にとってテレビ朝日株の売却は、寝耳に水の出来事で、ベンチャーの旗手と世界のメディア王の連合軍がテレビ朝日を買収したという話に、マスコミ界は黒船来襲の再来のように大騒ぎした。しかし、メディアの乗っ取りは成功しなかったし、護送船団方式で守られたテレビの世界に風穴が空いたわけでもなかった。9ヶ月後、テレビ朝日株は朝日新聞社にすべて売却する形で一件落着した。大山鳴動して鼠一匹の感は否めなかった。

### その後
1999年（平成11年）会長、2000年相談役、2001年BSデジタル放送推進協会理事長。
2012年11月12日、肺炎のため死去。82歳没。